# Николов, Никола
Нико́ла Йордано́в Нико́лов (болг. Никола Йорданов Николов; 23 марта 1925, София, Болгария — 8 июля 2007, там же) — болгарский оперный певец (драматический тенор) и педагог по вокалу. Пел на болгарских и мировых оперных сценах во второй половине 20 века. Его голос описывают как красивый, мощный тенор, блестящий в верхних нотах и выразительный в средних и нижних регистрах. Исполнил почти все центральные теноровые партии итальянских мастеров. Народный артист НРБ (1965).

## Биография
Брал уроки вокала частным образом. Стажировался в Большом театре у Леонида Баратова. В 1947 году становится солистом Варненской оперы, а в 1955 году Софийской народной оперы. Много гастролировал, в том числе и в СССР (с 1953 года неоднократно).
Пел в «Ла Скала», в лондонском «Ковент-Гардене», «Метрополитен-опера» в Нью-Йорке, Венской государственной опере, Большом театре в Москве, «Сан-Карло» в Неаполе, «Театре Ла Фениче» в Венеции, «Театре Массимо» в Палермо, «Сан-Карлуше» в Лиссабоне, Римском оперном театре и других театрах по всему миру.
Среди наиболее значимых выступлений Николы Николова — участие в «Трубадуре» (дирижер Оливьеро де Фабритис) в Театре Массимо и Ла Фениче, «Африканце» Мейербера (дирижер Франко Капуана, с Антониеттой Стелла) в Сан-Карло, поставленном впервые за 40 лет и ставшим мировым событием, «Макбете» Верди в Римской опере под руководством Лукино Висконти, транслировавшемся в прямом эфире в Америке, участия в исключительно популярных оперных концертах Радио Турина и т. д.
Его приглашали на постоянную работу в Ковент-Гарден, Метрополитен-опера и Венской государственной опере, но он предпочел остаться в Болгарии.
Болгарские историки музыки пишут: «Никола Николов, казалось, собрал в себе всю любовь оперной публики, точно так же, как он отдавал ей свою привязанность без остатка». Он единственный оперный певец, которого болгарская публика носила на руках. Рассказывают, как после спектаклей сотни его поклонников собираются перед черным входом в оперу, аплодируют, поднимают его на руки и несут, как торжествующего античного героя, к нему домой на улицу Дондукова, 5Б, в 300 метрах от оперы, и одновременно поют Триумфальный марш из «Аиды».
После активной певческой карьеры он посвятил себя преподаванию. Среди его учеников Калуди Калудов, Божидар Николов, Костадин Андреев, Димитар Дамьянов, Пеньо Пирозов и многие другие.
Никола Николов был женат на Лиляне Василевой, болгарской оперной певице (сопрано).

## Партии
- «Мадам Баттерфляй» Пуччини — Бенджамин Пинкертон
- «Сельская честь» Масканьи — Туридду
- «Трубадур» Верди — Манрико
- «Кармен» Бизе — Дон Хозе

## Награды
- 1951 — Димитровская премия 3-й степени
- 1959 — Димитровская премия 2-й степени
- 1962 — Заслуженный артист НРБ
- 1965 — Народный артист НРБ
- 2000 — Орден «Стара-планина» I степени[8]
- 2001 — Почётный гражданин Софии[9]